# Peter Kingsbery
Peter James Kingsbery, född 2 december 1952 i Phoenix, Arizona, är en amerikansk singer-songwriter. Han var i början av 1980-talet medgrundare av popgruppen Cock Robin. Efter gruppens upplösning 1990 flyttade han till Frankrike och inledde där en solokarriär. 2006 återbildade han och Anna LaCazio Cock Robin. Kingsberys senaste soloalbum är Mon inconnue från 2001.

## Biografi

### Tidiga år
Peter Kingsbery växte upp i Austin, Texas, där han studerade klassisk musik. Efter att ha flyttat till Nashville, Tennessee, påbörjade han en karriär som musiker, till att börja med genom att delta som pianist på några av Brenda Lees turnéer. I början av 1980-talet bodde han i Los Angeles. Han ägnade sig också åt att skriva musik för andra artister, inklusive för The Allman Brothers och Smokey Robinson. I början av 1983 nådde Stephanie Mills vissa listframgångar med en av hans låtar – "Pilot Error". Vid samma tid var han en av medgrundarna av Cock Robin. Den melodiösa poprockgruppen nådde under andra halvan av 1980-talet internationella listframgångar, inte minst i Frankrike, men hade svårt att slå igenom hemma i USA.
Se vidare: Cock Robin

### Uppbrott och framgångar
Efter upplösningen av Cock Robin 1990 flyttade Peter Kingsbery till Frankrike och inledde en karriär på egen hand. Han skrev kontrakt med det franska skivbolaget Barclay och gav 1991 ut sitt första soloalbum, A Different Man. Kingsbery producerade skivan i Los Angeles tillsammans med Pat Mastelotto, trumslagare från Cock Robin. Han utvecklade stilen från Cock Robin genom att introducera nya blås- (saxofon, flöjt, trombon med mera) och stränginstrument (på låten "Hélène" gav den orientaliska lutan – oud – en nästan slavisk ton). Andra musiker från Cock Robin-tiden deltog också, som Clive Wright, John Pierce, Corky James och Tim Pierce. Även Phil Solem från gruppen The Rembrandts medverkade på skivan. Här fanns också en cover – "How Can I Be Sure", som The Rascals haft framgångar med 1968.
Albumet följdes av en Frankriketurné. Där ställde han och hans piano ensamt upp i små konsertsalar ute på landsorten, medan spelningen på Théâtre Grévin i Paris (1992) drog fulla hus.
Kort därefter deltog Kingsbery i Tycoon, Tim Rices engelska bearbetning av den franskkanadensiska rockoperan Starmania. Där sjöng han "Ego Trip" och "Only the Very Best"; den senare, en melodisk och kraftfullt framförd ballad, nådde 1993 andra plats på den franska topplistan. Detta var det bästa Kingsbery skulle komma att åstadkomma på egen hand.

### Engelska och franska
1995 kom Peter Kingsberys andra soloalbum, Once in a Million vars kvalitéer varit omdiskuterade. Den spelades in i olika studior i Los Angeles, London, Paris, Toulouse, Biarritz och Bryssel. Han fortsatte sitt utnyttjande av klassiska instrument (stränginstrument, trumpet och munspel). Vid sidan av folk som Clive Wright och Pat Mastelotto deltog den här gången också flera franska musiker, som trumslagaren Hervé Koster och jazzmusikern Stéphane Belmondo. Även den här gången följde en Frankriketurné.
Det tredje albumet, 1997 års Pretty Ballerina, skilde på flera sätt ut sig. Den spelades helt och hållet in i Frankrike (Charenton, Carpentras och Paris), med Matthieu Chedid och andra franska musiker. Dessutom innehöll den flera covers – inklusive nyinspelningar av Kingsberys egna kompositioner. Albumets titel togs inte från någon av de nya låtarna utan från den amerikanska gruppen The Left Bankes hitlåt från 1966/1967. De två egna coverinspelningarna var "Brand New Year" (från förra albumet) och "More than Willing" från Cock Robins första album. Till den senare låten deltog Anna LaCazio med sång – det första samarbetet mellan de två sedan 1990, där nästa samarbete kom att dröja fram till 2006.
Produktionstakten i skivkarriären sjönk sakta men säkert, alltmedan Kingsbery fortsatte att spela i små konsertsalar. När nästa album kom 2002, bjöd det på ytterligare en stor nyhet – han sjöng på franska. Kingsbery hade bott och bildat familj i Frankrike sedan tidigt 1990-tal, men han hade aldrig riktigt vågat sig på att använda landets språk i sin musik. Kingsberys ofta vemodiga, långsamt artikulerade sångstil låg dock nära den franska chansontraditionen. Inför skivproduktionen tog han hjälp av en fransk textförfattare, Patrice Guirao. Musikaliskt var skivan en utmaning med elektriska rytmer och syntar.

### Återförening

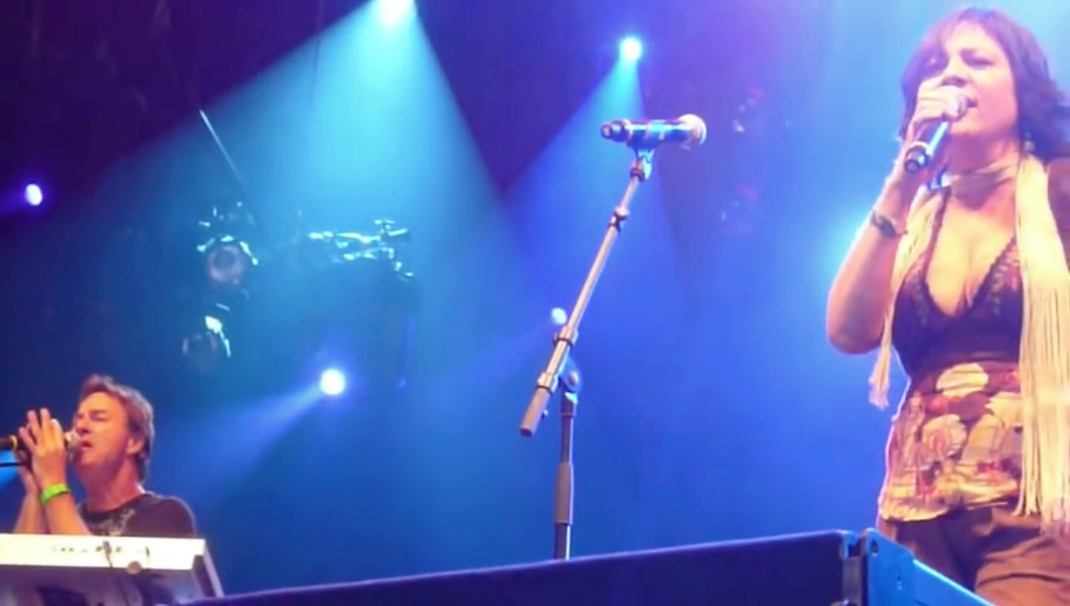
Peter Kingsbery och Anna LaCazio, kärnan i Cock Robin (konsertfoto från 2009).

Inget av Peter Kingsberys fyra soloalbum nådde dock samma framgångar som Cock Robin. Efter förnyade kontakter mellan Kingsbery och Anna LaCazio – hon hade under mellantiden bott och skaffat familj i den sydkaliforniska öknen, en bra bit vid sidan av musikbranschen – återstartades gruppen 2006 som en duo. Sedan dess har Cock Robin kommit med hittills (2024) fyra album och en EP, producerade på engelska och beledsagade med konsertturnér i Frankrike och omgivande länder.
2016 års album hade namnet Chinese Driver (arbetsnamn: The Landing). Både 2015 och 2016 genomförde Cock Robin franska konsertturnéer med en ny sättning, nu utan Anna LaCazio.

## Andra artistsamarbeten
Peter Kingsbery har medverkat i all-star-bandet Les Enfoirés uppsättningar.

## Diskografi
Nedan listas de fyra soloalbum som givits ut med Peter Kingsbery. De har i första hand marknadsförts i Frankrike, och det fjärde albumet är nästan helt insjunget på franska.
- 1991 – A Different Man
- 1995 – Once in a Million
- 1997 – Pretty Ballerina
- 2002 – Mon inconnue